# Gamping Lor
Gamping Lor är en ort i Indonesien.   Den ligger i provinsen Yogyakarta, i den västra delen av landet, 400 km öster om huvudstaden Jakarta. Gamping Lor ligger 105 meter över havet och antalet invånare är 66 110.
Terrängen runt Gamping Lor är platt, och sluttar söderut. Runt Gamping Lor är det mycket tätbefolkat, med 3 757 invånare per kvadratkilometer. Närmaste större samhälle är Yogyakarta, 4,0 km öster om Gamping Lor. Omgivningarna runt Gamping Lor är en mosaik av jordbruksmark och naturlig växtlighet.